# عبدالوهاب الصافی
عبدالوهاب الصافی (به انگلیسی: Abdulwahab Al Safi) یک بازیکن فوتبال اهل بحرین است.
وی همچنین در تیم ملی فوتبال بحرین بازی کرده‌است.